# Ruta 2 (Uruguay)
La ruta 2 es una de las rutas nacionales de Uruguay. Con una extensión de 180 km, atraviesa los departamentos de Colonia, Soriano y Río Negro.

## Historia
La carretera fue abierta al tránsito en 1930, y está bituminizada desde 1963.
En 1983, a través del decreto-ley 15497, la carretera fue designada con el nombre de Grito de Asencio.

## Localidades que atraviesa
- Rosario
- Florencio Sánchez
- Cardona
- Santa Catalina
- José Enrique Rodó
- Palmitas
- Mercedes
- Fray Bentos

## Trazado
Nace de un entronque en la ruta 1, a 50 km de Colonia del Sacramento, y toma dirección norte hasta las ciudades de Florencio Sánchez y Cardona, en el límite departamental con Soriano. Allí la carretera cambia su dirección hacia el noroeste y atravesando el departamento de Soriano, llega a su capital, Mercedes. Cruza el río Negro y luego de un trayecto de 30 km llega a la ciudad de Fray Bentos, a orillas del río Uruguay.
Ocho kilómetros antes de llegar a Fray Bentos, se encuentra el empalme que lleva hacia el puente Libertador General San Martín, paso hacia Argentina sobre el río Uruguay.
Detalle del recorrido según el kilometraje:

### Colonia
- km 128.000: extremo sur, empalme con Ruta .
  - Este: a Colonia Valdense, Nueva Helvecia y Montevideo.
  - Oeste: a ruta 22 y Colonia.
- km 130-133: ciudad de Rosario.
- km 133.000: arroyo Colla.
- km 181-185: ciudades de Florencio Sánchez y Cardona.
- km 184.000: empalme con Ruta  al este.
  - Este: a Ismael Cortinas.
- km 184.500: empalme con Ruta  al oeste.
  - Oeste: a Nueva Palmira.

### Soriano

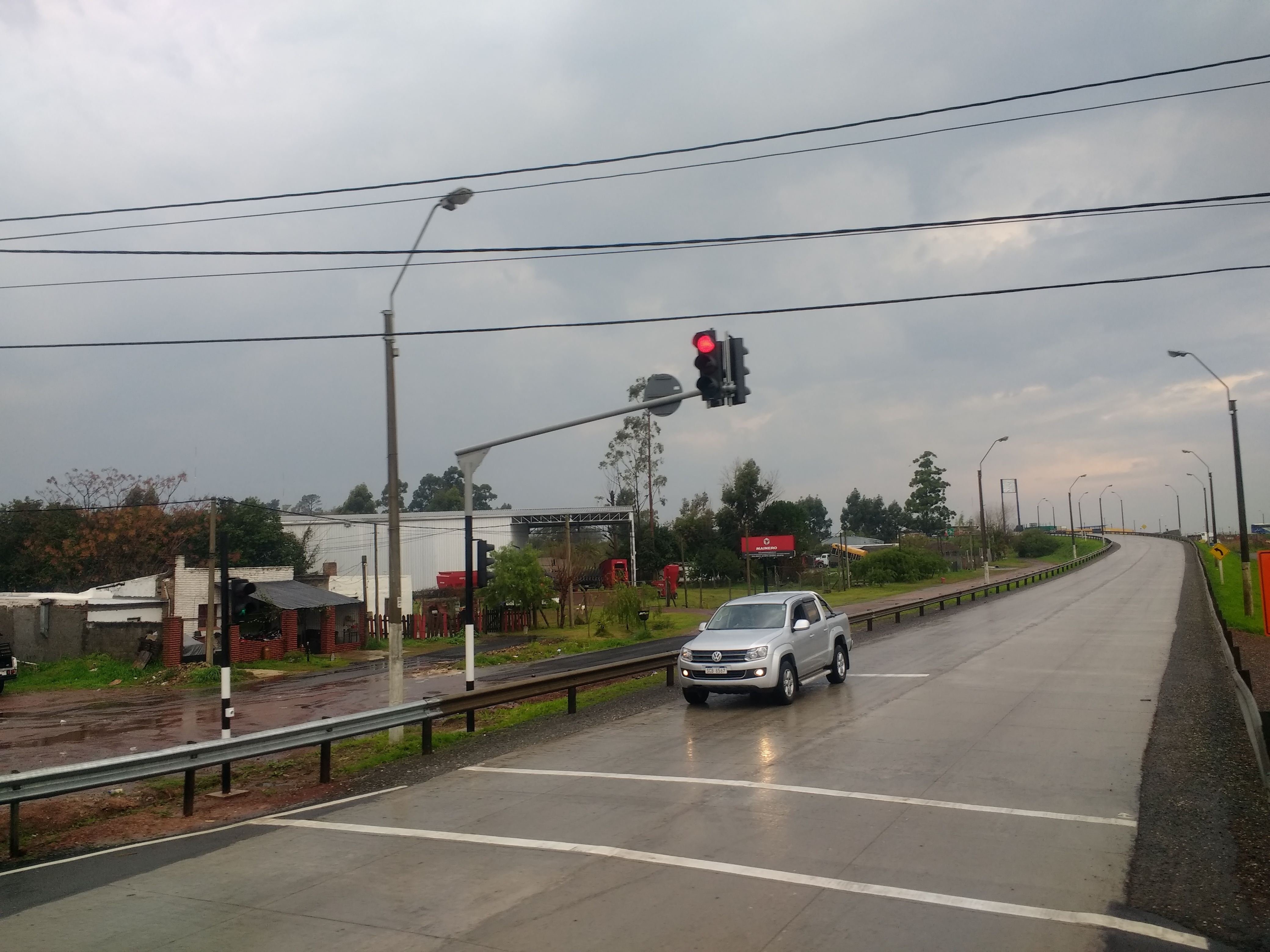
Ruta 2 en Mercedes

- km 197-199: localidad de Santa Catalina.
- km 208-210: localidad de José E. Rodó.
- km 211.000: empalme con Ruta  a Ombúes de Lavalle y Conchillas.
- km 218.000: acceso a Risso.
- km 223.000: acceso a Egaña.
- km 241.500: acceso sur a Palmitas.
- km 243.000:
  - Este: acceso norte a Palmitas.
  - Oeste: ruta 105 a Dolores.
- km 277.500: acceso sur a Mercedes.
- km 279.500: acceso Norte a Mercedes y Ruta .
- km 280.000: río Negro (Límite departamental).

### Río Negro

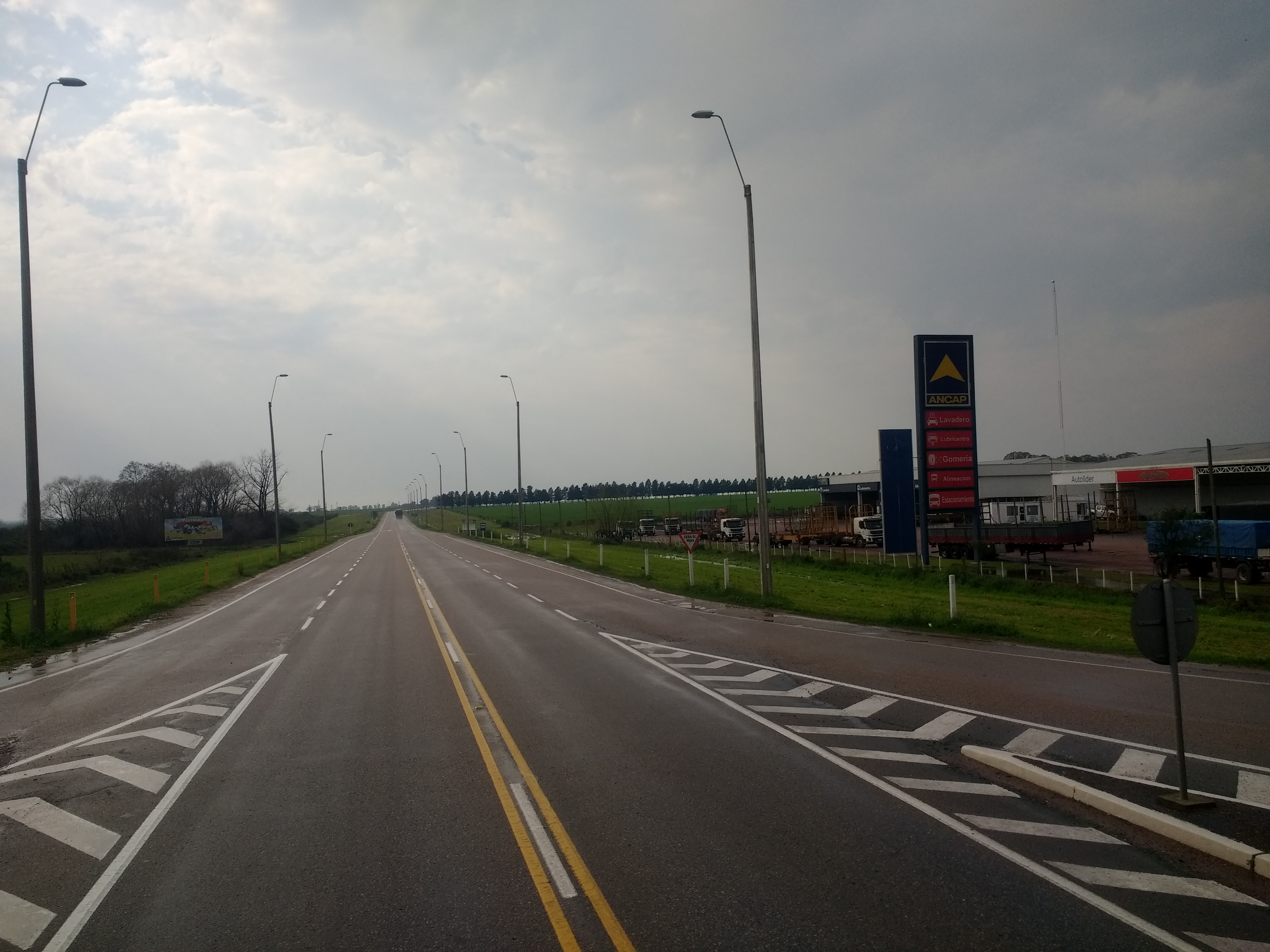
Ruta 2 en el departamento de Río Negro

- km 281.500: acceso sur a Los Arrayanes.
- km 284.000: acceso norte a Los Arrayanes.
- km 284.500: peaje Mercedes.
- km 290.000: camino a Ombucitos, a ruta 24.
- km 298.000: empalme con Ruta , a ruta 3.
- km 302.000: empalme con ruta de acceso a Puente Internacional Libertador General San Martín a Argentina.
- km 308.000: ciudad de Fray Bentos.

## Características
Estado y tipo de construcción de la carretera según el tramo 
| Tramo                | Tipo de Red            | Tipo de Construcción | Estado    |
| -------------------- | ---------------------- | -------------------- | --------- |
| Ruta 1-Cardona       | Red Nacional Primaria  | Carpeta asfáltica    | Muy bueno |
| Cardona-Mercedes     | Corredor Internacional | Carpeta asfáltica    | Muy bueno |
| Mercedes-Fray Bentos | Corredor Internacional | Carpeta asfáltica    | Muy bueno |

## Peajes
A lo largo de esta carretera hay un puesto de peaje instalado:
| Nombre   | Departamento | Ubicación  | Concesionario                      |
| -------- | ------------ | ---------- | ---------------------------------- |
| Mercedes | Río Negro    | km 284.400 | Corporación Vial del Uruguay (CVU) |